# Macrarene cookeana
Macrarene cookeana är en snäckart som först beskrevs av Dall 1918.  Macrarene cookeana ingår i släktet Macrarene och familjen turbinsnäckor. Inga underarter finns listade i Catalogue of Life.